# Schwenckfeldina lobocoxa
Schwenckfeldina lobocoxa är en tvåvingeart som beskrevs av Sutou 2005. Schwenckfeldina lobocoxa ingår i släktet Schwenckfeldina och familjen sorgmyggor. Inga underarter finns listade i Catalogue of Life.